# Hajo Düchting
Hajo Düchting (* 18. April 1949 in Düsseldorf; † 3. Mai 2017 in Dießen am Ammersee) war ein deutscher Kunsthistoriker, Autor, Maler, Museumspädagoge und Kunstdozent.

## Leben und Werk
Von 1975 bis 1981 studierte Hajo Düchting Kunstgeschichte, Philosophie und Archäologie in München. 1981 wurde er mit einer Arbeit über Robert Delaunays Fenster-Bilder promoviert und hatte seit 1984 Lehraufträge an verschiedenen Hochschulen. Er lebte in Dießen am Ammersee in Bayern.
Er widmete sich der Malerei in Theorie und Praxis, publizierte zahlreiche Schriften zur Kunstgeschichte, insbesondere viele Künstlermonographien zur Moderne, über Farben und über die Beziehung zwischen Malerei und Musik.

## Publikationen
- Rupprecht Geiger, München 2017
- Paul Klee, Köln/Paris 2017
- Wassily Kandinsky, München 2015
- Farb-Rausch, Neuaufl. Stuttgart 2015
- Licht und Schatten, Stuttgart 2011
- Werkstatt Farbe. Bedeutung – Technik – Material, Leipzig 2011
- Farbrausch, Stuttgart 2010
- Hajo Düchting/Jörg Jewanski: Musik und Bildende Kunst im 20. Jahrhundert, Kassel 2009
- Bilder nach Musik: zum Problem der Visualisierung musikalischer Eindrücke, Bern; Berlin 2006
- Grundlagen künstlerischer Gestaltung. Wahrnehmung, Farben- und Formenlehre, Techniken, Köln 2003
- Paul Klee: Malerei und Musik, München 1997 (2. Aufl. 2001)
- Farbe am Bauhaus, Berlin 1996
- Werkstoffe und Techniken der Malerei, 5. überarb. Aufl., Ravensburg 1985
- Robert Delaunays "Fenêtres": peinture pure et simultané. Paradigma einer modernen Wahrnehmungsform. Minerva-Publikation Saur, München 1982, ISBN 3-597-10293-X (Dissertation)